# Gli incubi di Dario Argento
Gli incubi di Dario Argento es una serie de televisión italiana de 1987 creada para el programa de la cadena RAI Giallo, por Enzo Tortora. Se trata de una miniserie de nueve episodios con una duración aproximada de tres minutos cada uno, presentados por Dario Argento. Entre ellos, Nostalgia Punk fue tema de controversia por la excesiva violencia que presentaba.

## Episodios
- La finestra sul cortile
- Riti notturni
- Il Verme
- Amare e morire
- Nostalgia punk
- La Strega
- Addormentarsi
- Sammy
- L'incubo di chi voleva